# 몬테피노
몬테피노(이탈리아어: Montefino)는 이탈리아 아브루초주 테라모도에 위치한 코무네다. 이 마을은 주요 작물들인 올리브와 곡물들이 있는 피노 계곡(Fino)이 내려다보이는 언덕위에 있다. 몬테피노는 19세기까지 건조한 산이라는 뜻의 몬테세스코(Montesecco)라고 불렸다. 1863년에 이 근처에 흐르는 피노 강(Fino)에서 유래한 현재의 이름으로 개명하였다.

## 역사
몬테피노 지역은 고대에 아드리아해 인근에 살던 사비니족들의 영역에 속했었고, 나중에는 오늘날의 아트리 지역에 속하는 하트리아 피케나(Hatria Picena)라는 로마의 식민지의 일부이기도 하였다. castellum Montis Sicci에 일부 알려진 바에 의하면, 1150년까지 펜네에 속하는 거주민 65명이 현 지역에 거주했던것으로 언급되었다.
1506년에 이 마을은 테라모 주교의 소유에서 나오게 되었다.

## 경제
인구의 상당수가 산업에 종사한다. 전통적으로는 농업지역이지만, 대부분이 축산업에 전념하고 있고 농업은 쇠퇴중이다.

## 축제
매년 7월마다 올리브 기름 축제(Sagra dell'olio, 사그라 델롤리오)가 열린다.